# Guxian (köpinghuvudort i Kina, Jiangxi Sheng, lat 27,15, long 115,52)
Guxian är en köpinghuvudort i Kina. Den ligger i provinsen Jiangxi, i den sydöstra delen av landet, omkring 170 kilometer söder om provinshuvudstaden Nanchang. Antalet invånare är 21 597. Befolkningen består av 10 119 kvinnor och 11 478 män. Barn under 15 år utgör 21,0 %, vuxna 15-64 år 71 %, och äldre över 65 år 7,0 %.
Runt Guxian är det ganska tätbefolkat, med 155 invånare per kvadratkilometer. Närmaste större samhälle är Tengtian, 16,4 km sydost om Guxian. I omgivningarna runt Guxian växer huvudsakligen savannskog.
Genomsnittlig årsnederbörd är 2 221 millimeter. Den regnigaste månaden är juni, med i genomsnitt 358 mm nederbörd, och den torraste är oktober, med 20 mm nederbörd.